# Guardiaregia
Guardiaregia é uma comuna italiana da região do Molise, província de Campobasso, com cerca de 776 habitantes. Estende-se por uma área de 41 km², tendo uma densidade populacional de 19 hab/km². Faz fronteira com Campochiaro, Cusano Mutri (BN), Piedimonte Matese (CE), Pietraroja (BN), San Giuliano del Sannio, Sepino, Vinchiaturo.

## Demografia
| Variação demográfica do município entre 1861 e 2011                               |
|                                                                                   |
| Fonte: Istituto Nazionale di Statistica (ISTAT) - Elaboração gráfica da Wikipedia |